# 病史
患者的病史，也称为病历是醫生透過詢問患者（或其他認識患者並能提供適當資訊的人）某些特定問題，目的是取得資訊以助於達到診斷的目的，然後為患者提供醫療護理。患者或其他熟悉患者的人所提出醫學上的相關不適，被稱為症狀，相對的，臨床症狀是由醫事人員直接檢查而確定。大多數人因病就診，會導致某種形式的歷史被記錄下來。
病史有各式的深度和重點。例如，救護車輔助醫護人員通常只把有關患者的重要細節，例如姓名、之前曾發生的不適以及過敏史記下。相較之下，精神病學史則通常是冗長而且深入，因為許多與患者生活有關的細節都會與制定精神疾病的管理計劃有關。
透過這種方式而取得的資訊，連同身體檢查，讓醫生和其他醫事人員能夠擬定診斷和治療計劃。如果無法做出診斷，也可先做臨時診斷，並可添加其他做法（鑑別診斷），然後按照慣例就可能性依序列出。在治療時再做進一步調查，以確定診斷。
這種醫生收集患者過去和當前相關醫療狀況的資訊，以做出明智臨床決策的做法稱為病史和身體檢查（History and Physical，簡稱為 H&P）。臨床醫生在收集病史治療時，要熟練地提出適當和相關的問題，好讓他們對患者正經歷的狀況有深入的了解。關於病史的標準化格式會從主要關注點開始（患者為何會來診所或是醫院？），其次是當前的病史（症狀性質或是擔心處）、過去的病史、過去的手術史、家族病史、社會病史、藥物治療、過敏和系統審查（對可能會影響身體其他部位的症狀進行簡要的全面檢查，以確保沒遺漏任何嚴重事項）。詢問過所有的重要問題之後，通常會進行重點體檢（即只針對與主要擔心的相關事項）。經由H&P取得資訊後，安排化驗室和成像檢驗，並根據需要進行藥物或手術治療。

## 過程
執業醫生通常會提出問題以獲取患者下列的資訊：
- 身份和人口學資料：姓名、年齡、身高和體重。
- “主訴 (CC)” - 主要的健康問題或引發關注的問題，及其時間進程（例如歷時4小時的胸痛）。
- 現病史（英语：History of the present illness） (HPI) - 列舉關於主訴的詳細資訊，（也常稱為history of presenting complaint，HPC）。
- 既往病史（英语：Past medical history） (PMH)（包括重大疾病、任何先前的外科手術（有時稱為past surgical history，PSH）、任何當前已經存在的疾病，例如糖尿病）。
- 系統審查（英语：Review of systems） (ROS) 針對不同器官系統做全面的提問。
- 家族病史（英语：Family history (medicine)） - 尤其是與患者主訴相關的疾病。
- 兒童疾病（英语：List of childhood diseases and disorders） - 這對小兒科患者非常重要。
- 社會史（醫學）（英语：Social history (medicine)） - 包括患者的生活安排、職業、婚姻狀況、子女人數、物質使用（包括烟草、酒精、其他娛樂性用藥）、最近國外旅行以及透過休閒活動或是寵物而接觸到的環境因素疾病（英语：environmental disease）病原體。
- 所使用的常規和急性藥品（包括醫生開立的處方藥，以及其他非處方藥或是替代醫學藥品）。
- 過敏 - 是否會對藥品、食物、乳膠和其他環境因素發生過敏。
- 性相關病史、產科/婦科病史等，視情況而定。
- 結論和結束

做歷史記錄或是全面的歷史記錄（comprehensive history taking，提出一組固定且廣泛的問題，僅由醫學院學生、助理醫師學生或執業護士學生等醫療衛生專業的學生執行），或是迭代假設檢驗（iterative hypothesis testing，問題有限且經過調整，根據已經獲得的資訊，把可能的診斷加入或是排除，如同忙碌的臨床醫生所做的方式）。電腦化的病史記錄可包括在臨床決策支持系統中，成為其中一個組成部分。
在疾病發作時啟動跟催的程序，將一切治療後或出院後的進展和結果的詳細資訊記下。這種做法在醫學上稱為診後病歷。

## 系統審查
無論任何單獨身體系統發生特定的狀況，其他身體系統通常都會受到綜合歷史檢查。系統審查通常包括身體所有主要系統，而提供機會找出個人在病史上可能並未提及的症狀或是擔心事項。醫事人員可按如下列方式構建系統審查：
- 循環系統（胸痛、呼吸困難、腳踝腫脹、心悸）的症狀是所有症狀中最重要者，可要求患者對每個症狀作簡要描述。
- 呼吸系統（咳嗽、咳血、流鼻血、喘鳴及隨著吸氣或呼氣而加重的胸部疼痛）。
- 消化道系統（體重變化、胃腸脹氣和胃灼熱、吞嚥障礙、吞嚥痛、嘔血、黑便（英语：melena）、便血、腹痛、嘔吐及排便習慣問題）。
- 泌尿生殖系統（排尿頻率問題、排尿疼痛（排尿困難）、尿液顏色、任何尿道分泌物、膀胱控制變化，如尿急或尿失禁、月經和性活動）。
- 神經系統（頭痛、暈厥、頭暈和眩暈、言語和相關功能，如讀寫能力和記憶力的問題）。
- 腦神經症狀（視力（黑蒙（英语：amaurosis））、複視、顏面麻木、聽覺障礙、吞嚥困難及肢體運動或感覺統合的協調發生障礙）。
- 內分泌系統（體重減輕、煩渴、多尿症、食慾增加（多食症）和易怒）。
- 肌肉骨骼系統（任何骨骼或關節疼痛、伴有關節腫脹或壓痛（英语：Tenderness (medicine)）、疼痛加重和緩解的原因以及任何關節疾病的先天家族史）。
- 皮膚（任何皮疹、近期是否更換使用不同的化妝品或防曬霜）。

## 抑制因素
阻礙把正確病史記錄下來的因素，有患者的身體狀況讓他們無法與醫生溝通，例如失去意識和有溝通能力的問題。在這種情況下，有可能是由認識患者的其他人那裡獲得此類的資訊。在醫學術語中，這種記錄與自我報告的病史比較，被稱為異質來源病史（heteroanamnesis）或是旁系病史（collateral history）。
病史記錄也可能因為例如患者被轉診給不熟悉的醫生，由於不妥適的醫患關係而導致記錄不良。
因為患者不願透露私密或是認為尷尬的資訊，有關性醫學或生殖醫學相關的病史記錄可能會受到影響。縱然患者心中有此類問題，他或她只會在醫生透過提起有關生殖健康的議題才能啟動相關的討論。通常當患者對醫生有某種熟悉程度的時候，會比較容易談論性方面的私密問題，但對另外一些患者，很高的熟悉度反而會讓患者不願意透露此類私密問題。當患者因為性相關的問題而去看醫療衛生提供者時，通常需要夫妻雙方在場，這應該是件好事，但也可能會導致某些議題無法被披露，並且根據一份報告，這種場合會把患者的壓力水準增高。

## 電腦輔助病史記錄
自1960年代起，電腦輔助病史記錄（或稱電腦化病史記錄系統）開始受到利用。然而，使用的狀況在不同的醫療系統中仍存有差異。
使用電腦化系統作為醫學相關資訊的輔助或甚至主要來源的優點，是患者可能不太容易受到社會期許誤差的影響。例如患者會更有可能報告他們從事不健康的生活方式。使用電腦化系統的另一個優點是它們可以輕鬆、無誤差地轉移到患者的電子健康紀錄。另外的優點是可節省金錢和紙張。
許多電腦化病史系統的缺點是它們無法檢測出非語言的表達方式，而這些表達或可助於釐清焦慮，有助於治療計劃的執行。電腦化的另一個缺點是人們可能會覺得與電腦溝通和與人溝通相比，會較不舒服。在澳大利亞所做的一項電腦輔助病史系統，其中針對性的部分回顧調查，有51%的回應者對此非常適應，35%的人對此感到適應，而有14%的人對此感到不適應，或是非常不適應。
支持或是反對電子輔助病史記錄系統的證據很少。在2011所做的一項研究, 對於那些有2型糖尿病家族病史因此罹病風險可能會增加的人，在做電腦輔助病史記錄，相對於傳統口述後書寫記錄的比較研究，因未曾進行隨機對照試驗，而證據能力有所欠缺。在2021年，有項大型前瞻性隊列研究的子研究結果顯示，大多數 (70%) 急性胸痛患者可透過電腦化病史採集，為風險分層提供足夠的數據證據。